# マヌエル・クラード

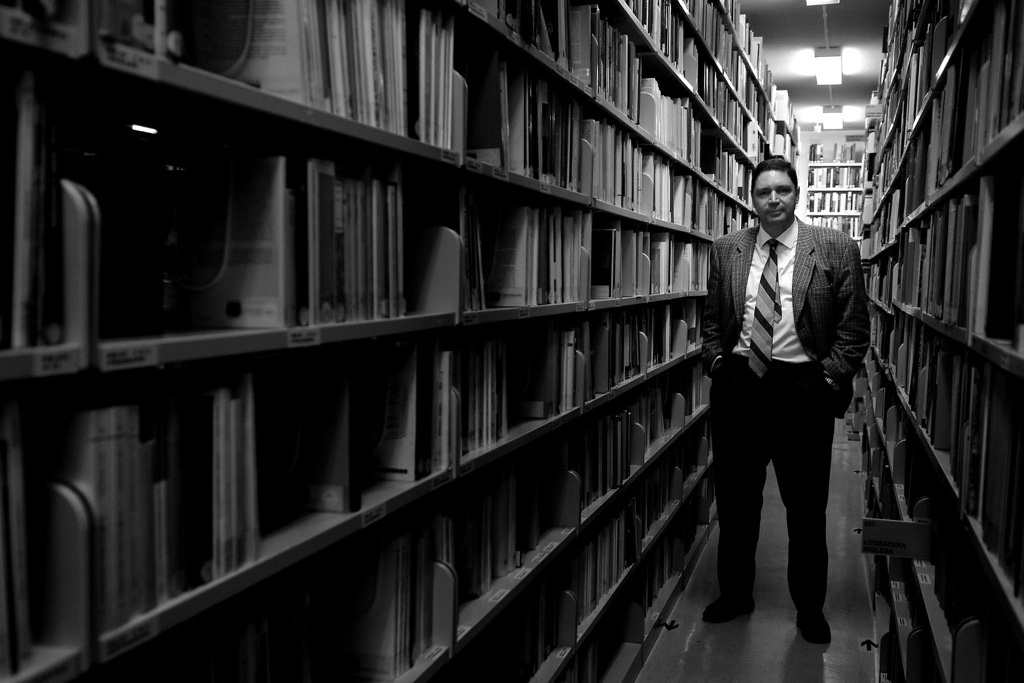
Manuel Curado

マヌエル・クラード（1967年 - ）は、ポルトガルの研究者、哲学者である。
専門は生物医学倫理、精神哲学、思想史。 世界共通語と機械翻訳の発達史、人間の意識と脳の関係の問題、科学と宗教の関係、ポルトガルとヨーロッパの思想史の研究など様々な問題に取り組んでいる。また、数学者のJosé Maria Dantas Pereiraや論理学者のEdmundo Curveloなどによって書かれた名著の学術的編纂、Isaac Samuda やJacob de Castro Sarmentoなどに代表される精神医学の歴史または医学と哲学の分野におけるポルトガル系ユダヤ人の文化遺産歴史研究、及び精神的な文学表現の歴史研究も行っている。
ミーニョ大学の教授、国防監査官を務める。リスボンのポルトガルカトリック大学を卒業し、サラマンカ大学で博士課程、リスボンノバ大学で修士課程を修了。行政シニアマネジメントコース（CADAP）の称号を持つ。ロシアのモスクワにあるMGIMOとmGlu、イタリアのパドヴァにあるパドヴァ大学での客員講師も務めていた。

## 哲学的思考
マヌエル・クラードは博士論文において意識の難解な問題を解明した。それ自身の不在を考え得る時、なぜ物質的な世界で意識が存在するのかという問いを立て、それに対して彼が提示する回答は問題の解体を通しての解決である。議論は、人為的に意識を生成するための科学的知識を通じて、自然意識の問題を回避する可能性を中心に展開されています。著者によると、意識とは何か、物理的世界での意識の役割、意識の影響力や意識と脳との関係について明確な答えがあるから問題が解明されたのではなく、そこに人工意識を生みだす科学的能力があり、これは機能的に自然意識と区別されないからである。将来的に、自然意識と人工意識を区別することは不可能だと彼は推定している。この区別の不可能性は他の多くの状況で発生する認識論的条件だと解釈できる。1
このより独創的で哲学的な思想は、信者とその信仰対象または宗教的信念との関係に携わっています。この理論は二つの方法で展開される。まず、信者と神との関係は、神が存在するという仮定に基づく必要があるが、しかし、この仮定は、必ずしも神への愛や尊敬を意味するわけではない。神と人間の関係は非常に独創的な概念で形成されている。マヌエル・クラードは、進化の過程で人間と争った捕食者、自然的物体、超自然的事象（歴史上稀にしか発生しない不可解な状況）超自然的な人間や物体（文学的、宗教的、哲学的手段による表現と文明の原点からの証言）などと共に、神を天地のある事物としてみなす。この論文上では、人間は、神またはその他すべての超自然的事物と対極の立場にある存在だといえる。彼の論で最も重要な点は、関心の概念であり、人間の真の関心は何かという問いを念頭において展開されている。例えば人間の真の関心は、世界を理解することか、愛されることか、敵対する世界で生き残ることか、自分以外のすべての生物を支配し自分自身を発見することかなどである。
人間と世に存在する万物間の関係について考察するもう一つの方法は、現代科学である。マヌエル・クラードは現代科学的活動から通常与えられる解釈は非常に貧弱であると主張する。彼の観点からすると、世界を理解しようとすることは、この科学的活動の実に乏しい一面である。むろん科学者たちは世界について説明をするが、それだけではなく、新しい事柄を創り上げることがある。クラードは自然界と人工的世界間の哲学的推論法を提案している。彼によれば、自然界は日に日に縮小しており、彼はこの状況から科学の根本的な関心は人工的世界の創造だと結論付けた。この傾向が広がっていることから、将来的にこの研究計画の結果を見ることができるであろう。彼は、人間の最終的な関心は、中立的観点から神の仕事を理解するだけではなく、神と競い合うことであると結論付けた。これらの実に興味深い理念は『科学があるならなぜ神なのか』に掲載されている彼の論文「神の未来」に纏められている。2

## 著書
多数の著書を世に送り出した作家であり、主なものとして、『自動翻訳の神話』O Mito da Tradução Automática (Braga, Universidade do Minho/CEHUM, 2000)、『神秘的な光――物質的な世界での意識』Luz Misteriosa: A Consciência no Mundo Físico (Famalicão, Quasi, 2007)、『生物医学法――ポルトガル法学』Direito Biomédico: A Legislação Portuguesa (Lisboa, Quid Juris, 2008)、『科学があるならなぜ神なのか』 Porquê Deus Se Temos a Ciência? (Porto, Fronteira do Caos, 2009) などがある。編著としては、『意識と認識』Consciência e Cognição (Braga, Faculdade de Filosofia/UCP, 2004)、『精神、自己と意識』Mente, Self e Consciência (Braga, Faculdade de Filosofia/UCP, 2007)、『バーニーのイタリア語の手紙』Cartas Italianas de Verney (Lisboa, Sílabo, 2008)、『透明な人々――生物倫理の現実問題』 Pessoas Transparentes: Questões Actuais de Bioética (Coimbra, Almedina, 2008)、『大学における神――ポルトガルの大学は神についてどう考えているか』Deus na Universidade: O que Pensam os Universitários Portugueses sobre Deus? (Porto, Fronteira do Caos, 2011)がある。また、『エドマンドクルベロ全集』Editor das "Obras Completas de Edmundo Curvelo" (Lisboa: Fundação Calouste Gulbenkian, 2013).の編集者でもある。
脚注
1. Cf. Manuel Curado, Luz Misteriosa: A Consciência no Mundo Físico, Famalicão: Quasi, 2007, pp. 261-270.
2. Cf. Manuel Curado, Porquê Deus se temos Ciência?, Porto: Fronteira do Caos, 2009, pp. 85-164.